# Yésica Di Vincenzo
Yésica Natalia Di Vincenzo (Mar del Plata, 28 novembre 1987) è una modella argentina, incoronata Miss Argentina 2010 in qualità di Miss Buenos Aires. Di Vincenzo, discendente di emigranti di San Pietro Infine, ha battuto le altre ventitré concorrenti del concorso ed il 6 giugno 2010 a Mar del Plata ha ricevuto la corona di prima classificata al concorso.
In veste di rappresentante ufficiale dell'Argentina, Yésica Di Vincenzo ha preso parte all'edizione del 2010 del concorso internazionale Miss Universo, che si è tenuto a Las Vegas, Nevada il 23 agosto 2010, dove però la modella argentina non è riuscita a classificarsi.
In precedenza la Di Vincenzo aveva partecipato anche a Miss International 2008.